# هول
هول (به لاتین: Heule) یک منطقهٔ مسکونی در بلژیک است که در کورتریک واقع شده‌است. هول ۱۱٫۶۸ کیلومتر مربع مساحت و ۱۰٬۵۰۳ نفر جمعیت دارد.